# تاریخ امپراتوری بیزانس کمبریج
تاریخ امپراتوری بیزانس کمبریج (انگلیسی: The Cambridge History of the Byzantine Empire)، کتابی است در رابطه با تاریخ امپراتوری بیزانس، از زمان تأسیس تا سقوط آن، که توسط انتشارات دانشگاه کمبریج در سال ۲۰۰۹ منتشر شده‌است. این مجموعه توسط جاناتان شیپرد ویراست شده‌است. این کتاب در ۲۴ بخش تألیف شده‌است که ۱۵ بخش آن در کتب قدیمی‌تر دانشگاه کمبریج یعنی تاریخ باستان کمبریج و تاریخ جدید قرون وسطی کمبریج آمده بود.